# Tatiele Silveira
Tatiele dos Santos Silveira (* 13. Juli 1980 in Porto Alegre) ist eine ehemalige brasilianische Fußballspielerin und aktive -trainerin.

## Karriere
Ihre Laufbahn als aktive Spielerin verbrachte Silveira von der Jugend an beim SC Internacional in ihrer Heimatstadt Porto Alegre. 2003 beendete sie ihre Karriere im Feldfußball um bis 2006 Futsal zu spielen. Danach leitete sie bei kleineren Vereinen das Training und übernahm 2017 den Posten der Chefübungsleiterin der neu aufgestellten Frauenelf ihres Stammvereins. Nach zwei Jahren wechselte sie im Januar 2019 zu Ferroviária nach Araraquara. Dieses Team führte sie noch im selben Jahr nach einem Finalsieg gegen das von Arthur Elias trainierte Corinthians São Paulo zur brasilianischen Meisterschaft, womit sie als erste Trainerin überhaupt einen nationalen Meistertitel in Brasilien gewinnen konnte. Zugleich erreichte sie das Finale der Copa Libertadores (CL 2019), war hier aber gegen Corinthians unterlegen. Im Folgejahr erreichte sie auch das Finale der Staatsmeisterschaft von São Paulo, das sie erneut gegen Corinthians verlor, worauf sie im Dezember 2020 bei Ferroviária entlassen wurde.
Von Juni 2021 bis August 2022 war Silveira Trainerin beim Santos FC. Im Frühjahr übernahm sie den Posten der Koordinatorin der Frauenabteilung des CR Vasco da Gama in Rio de Janeiro, doch schon im Juli jenes Jahres ging sie nach Chile, um dort das Training der Frauen des CSD Colo-Colo zu übernehmen.

## Erfolge
Als Spielerin
- Staatsmeisterschaft von Rio Grande do Sul: 1997, 1998, 1999, 2002, 2003

Als Trainerin
- Brasilianische Meisterschaft: 2019
- Staatsmeisterschaft von Rio Grande do Sul: 2017
- Chilenischer Meisterschaft: 2023

## Auszeichnungen
- Prêmio Craque do Brasileirão – Beste Trainerin: 2019